# Castle Union

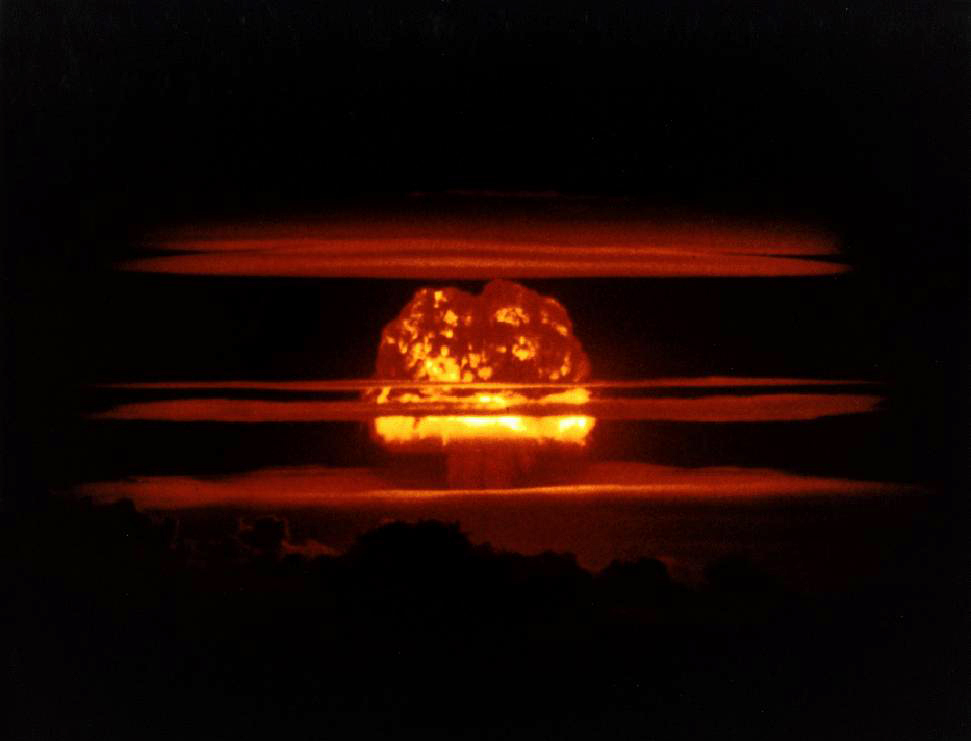
A nuvem de cogumelo resultado da explosão da bomba.

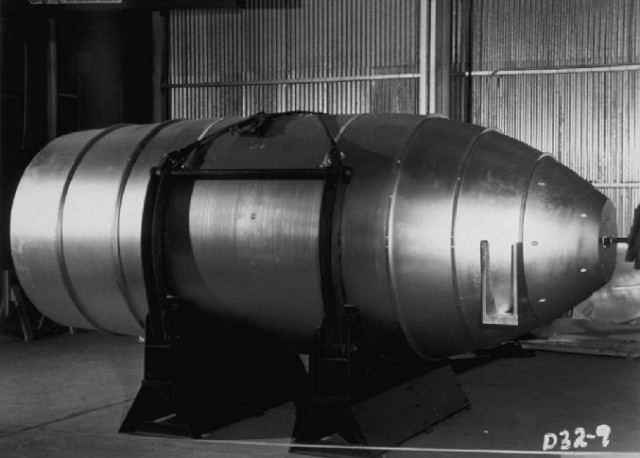
O Castle Union.

Castle Union (em português: Castelo União) foi um ensaio termonuclear conduzido pelos Estados Unidos da América durante a Operação Castelo, tendo como combustível lítio seco, ao contrário do Ivy Mike em que se usou trítio líquido, em seu projeto tem o alarm clock, muito semelhante ao Castle Romeo, testado pouco antes, tinha um enriquecimento de 95% de lítio-6 e 5% de lítio-7 misturado ao combustível de fusão, gerou 6,9 megatons, era previsto 3,4 megatons.
Ele foi testado em 26 de abril de 1954 no atol Bikini nas Ilhas Marshall, a mistura de urânio com lítio enriquecido era muito cara e escassa naquela época, o que limitava o arsenal norte-americano.
Depois do teste o projeto foi nomeado Mark 14.